# Two for the Road
Two for the Road (bra: Um Caminho para Dois; prt: Caminho para Dois) é um filme britânico de 1967, do gênero comédia romântico-dramática, dirigido por Stanley Donen com roteiro de Frederic Raphael.

## Sinopse
O enredo conta a história de um casal que, durante uma viagem ao sul da França, examina sua relação de doze anos. 

## Elenco
- Audrey Hepburn como Joanna 'Jo' Wallace
- Albert Finney como Mark Wallace
- Eleanor Bron como Cathy Maxwell-Manchester
- William Daniels como Howard 'Howie' Maxwell-Manchester
- Gabrielle Middleton como Ruth 'Ruthie' Maxwell-Manchester
- Claude Dauphin como Maurice Dalbret
- Nadia Gray como Françoise Dalbret
- Georges Descrières como David
- Jacqueline Bisset como Jackie
- Judy Cornwell como Pat
- Irène Hilda como Yvonne de Florac
- Leo Penn como Morrie Goetz
- Dominique Joos como Sylvia Obino
- Olga Georges-Picot como amiga de turnê de Joanna

## Recepção
Two for the Road recebeu críticas positivas dos críticos. Ele detém actualmente uma classificação de 83% "Fresh" sobre Rotten Tomatoes, com uma média de 7,2 em 10.

## Prêmios e indicações
Oscar 1968
- Indicado
  - Melhor roteiro original (Frederic Raphael)[7]

Globo de Ouro 1968 
- Indicado
  - Melhor atriz - comédia ou musical (Audrey Hepburn)[8]
  - Melhor trilha sonora[8]

BAFTA 1968
- Indicado
  - Melhor roteiro britânico (Frederic Raphael)[carece de fontes?]

Cinema Writers Circle Award 1968
- Venceu
  - Melhor filme estrangeiro[carece de fontes?]

Directors Guild of America 1968
- Indicado
  - Realização diretorial proeminente (Stanley Donen)[carece de fontes?]

San Sebastián International Film Festival 1967
- Venceu
  - Golden Seashell (Stanley Donen)[carece de fontes?]

Writers' Guild of Great Britain Merit Scroll 1967 
- Venceu
  - Melhor roteiro de comédia britânico[carece de fontes?]
  - Melhor roteiro britânico original[carece de fontes?]